# Campionato sudamericano di club 1986 (hockey su pista)
Il Campionato sudamericano 1986 è stata la 5ª edizione della massima competizione sudamericana di hockey su pista riservata alle squadre di club. Il torneo ha avuto luogo dal 22 al 26 ottobre 1986 in Argentina a San Juan. Il titolo è stato conquistato dagli argentini del Concepción per la seconda volta nella loro storia sconfiggendo in finale i connazionali dell'UV Trinidad. Il Concepción, grazie alla vittoria nella competizione, si qualificò per la Coppa Intercontinentale 1987.

## Squadre partecipanti
| Nazione   | Club                  | Città             | Qualificazione |
| --------- | --------------------- | ----------------- | -------------- |
| Argentina | Concepción            | Concepción        |                |
| Argentina | San Lorenzo           | Buenos Aires      |                |
| Argentina | UV Trinidad           | San Juan          |                |
| Brasile   | Recife                | Recife            |                |
| Brasile   | Sertãozinho           | Sertãozinho       |                |
| Brasile   | Smar                  |                   |                |
| Cile      | Deportivo Thomas Bata | Peñaflor          |                |
| Cile      | Universidad de Chile  | Santiago del Cile |                |

## Prima fase

### Girone A

#### Risultati
|            | Partita                            |        |
| ---------- | ---------------------------------- | ------ |
| 22-10-1986 | UV Trinidad - Universidad de Chile | 12 - 2 |
| 22-10-1986 | Smar - Recife                      | 6 - 2  |
| 23-10-1986 | Universidad de Chile - Recife      | 7 - 5  |
|            |                                    |        |

|            | Partita                     |        |
| ---------- | --------------------------- | ------ |
| 23-10-1986 | UV Trinidad - Smar          | 3 - 3  |
| 24-10-1986 | Smar - Universidad de Chile | 7 - 1  |
| 24-10-1986 | UV Trinidad - Recife        | 11 - 1 |
|            |                             |        |

#### Classifica finale
|  | Pos. | Squadra              | Pt | G | V | N | P | GF | GS | DR  |
|  | ---- | -------------------- | -- | - | - | - | - | -- | -- | --- |
|  | 1.   | UV Trinidad          | 5  | 3 | 2 | 1 | 0 | 26 | 6  | +20 |
|  | 2.   | Smar                 | 5  | 3 | 2 | 1 | 0 | 16 | 6  | +10 |
|  | 3.   | Universidad de Chile | 2  | 3 | 1 | 0 | 2 | 10 | 24 | -14 |
|  | 4.   | Recife               | 0  | 3 | 0 | 0 | 3 | 8  | 24 | -16 |

Legenda:
      squadre qualificate alla fase finale.
Note:
Due punti a vittoria, uno a pareggio, zero a sconfitta.

### Girone B

#### Risultati
|            | Partita                             |       |
| ---------- | ----------------------------------- | ----- |
| 22-10-1986 | Concepción - Sertãozinho            | 3 - 2 |
| 22-10-1986 | Deportivo Thomas Bata - San Lorenzo | 4 - 2 |
| 23-10-1986 | Concepción - Deportivo Thomas Bata  | 5 - 3 |
|            |                                     |       |

|            | Partita                             |       |
| ---------- | ----------------------------------- | ----- |
| 23-10-1986 | Sertãozinho - San Lorenzo           | 7 - 5 |
| 24-10-1986 | Sertãozinho - Deportivo Thomas Bata | 6 - 2 |
| 24-10-1986 | Concepción - San Lorenzo            | 3 - 2 |
|            |                                     |       |

#### Classifica finale
|  | Pos. | Squadra               | Pt | G | V | N | P | GF | GS | DR |
|  | ---- | --------------------- | -- | - | - | - | - | -- | -- | -- |
|  | 1.   | Concepción            | 6  | 3 | 3 | 0 | 0 | 11 | 7  | +4 |
|  | 2.   | Sertãozinho           | 4  | 3 | 2 | 0 | 1 | 15 | 10 | +5 |
|  | 3.   | Deportivo Thomas Bata | 2  | 3 | 1 | 0 | 2 | 9  | 13 | -4 |
|  | 4.   | San Lorenzo           | 0  | 3 | 0 | 0 | 3 | 9  | 14 | -5 |

Legenda:
      squadre qualificate alla fase finale.
Note:
Due punti a vittoria, uno a pareggio, zero a sconfitta.

## Fase finale

### Semifinali
| San Juan 25 ottobre 1986 | UV Trinidad | 8 – 4 | Sertãozinho |  |

| San Juan 25 ottobre 1986               | Concepción     | 3 – 3 (d.t.s.) | Smar |  |
| \| \| \| \| \| \| Shootout 1 – 0 \| \| |                |                |      |  |
|                                        |                |                |      |  |
|                                        | Shootout 1 – 0 |                |      |  |

### Finali
| San Juan 25 ottobre 1986 Finale 7º e 8º posto | Recife | 2 – 4 | San Lorenzo |  |

| San Juan 26 ottobre 1986 Finale 5º e 6º posto | Universidad de Chile | 3 – 7 | Deportivo Thomas Bata |  |

| San Juan 26 ottobre 1986 Finale 3º e 4º posto | Sertãozinho    | 3 – 3 (d.t.s.) | Smar |  |
| \| \| \| \| \| \| Shootout 1 – 0 \| \|        |                |                |      |  |
|                                               |                |                |      |  |
|                                               | Shootout 1 – 0 |                |      |  |

| San Juan 26 ottobre 1986 Finale 1º e 2º posto | UV Trinidad | 5 – 6 | Concepción |  |

## Campioni
| Campione del Sudamerica 1986 |
| ---------------------------- |
| Concepción 2º titolo         |